# La misa de Bolsena
La misa de Bolsena (en italiano, Messa di Bolsena) es un fresco del artista Rafael Sanzio. Tiene una anchura en la base de 660 cm. Es uno de los frescos de la Sala de Heliodoro (Stanza di Eliodoro), una de las habitaciones que hoy en día son conocidas como las estancias de Rafael, ubicadas en el Palacio Apostólico de la Ciudad del Vaticano y que forman parte de los Museos Vaticanos. 
Fue ejecutado en el año 1512, precisamente en los años en que Martín Lutero estuvo en Roma. Este fresco queda a la parte izquierda, sobre una ventana. Se considera que esta Misa de Bolsena es la obra maestra de Rafael como pintor de frescos, atribuyéndosele toda la belleza de éste.
Narra un milagro acontecido en el año 1263. Un sacerdote bohemio duda de la realidad de la Transubstanciación en la Eucaristía. Estando de viaje por Italia, se detiene en Bolsena a celebrar una misa, en la que se produce el milagro: de la hostia mana sangre durante la consagración. Al año siguiente, en 1264, el papa Urbano IV instituyó la Fiesta del Corpus Christi para celebrar este acontecimiento milagroso. Con esta escena pretende representarse la protección de Dios a la Iglesia amenazada en su fe. 
En el cuadro se ve, en la parte izquierda, al sacerdote diciendo misa con la hostia en alto mientras que, frente a él, está representado el Papa Julio II arrodillado, frente al altar, reza apoyándose en un facistol plegable. Viste atuendo guerrero. El retrato con la barba demuestra los estragos que en él han causado los esfuerzos bélicos y la enfermedad. 

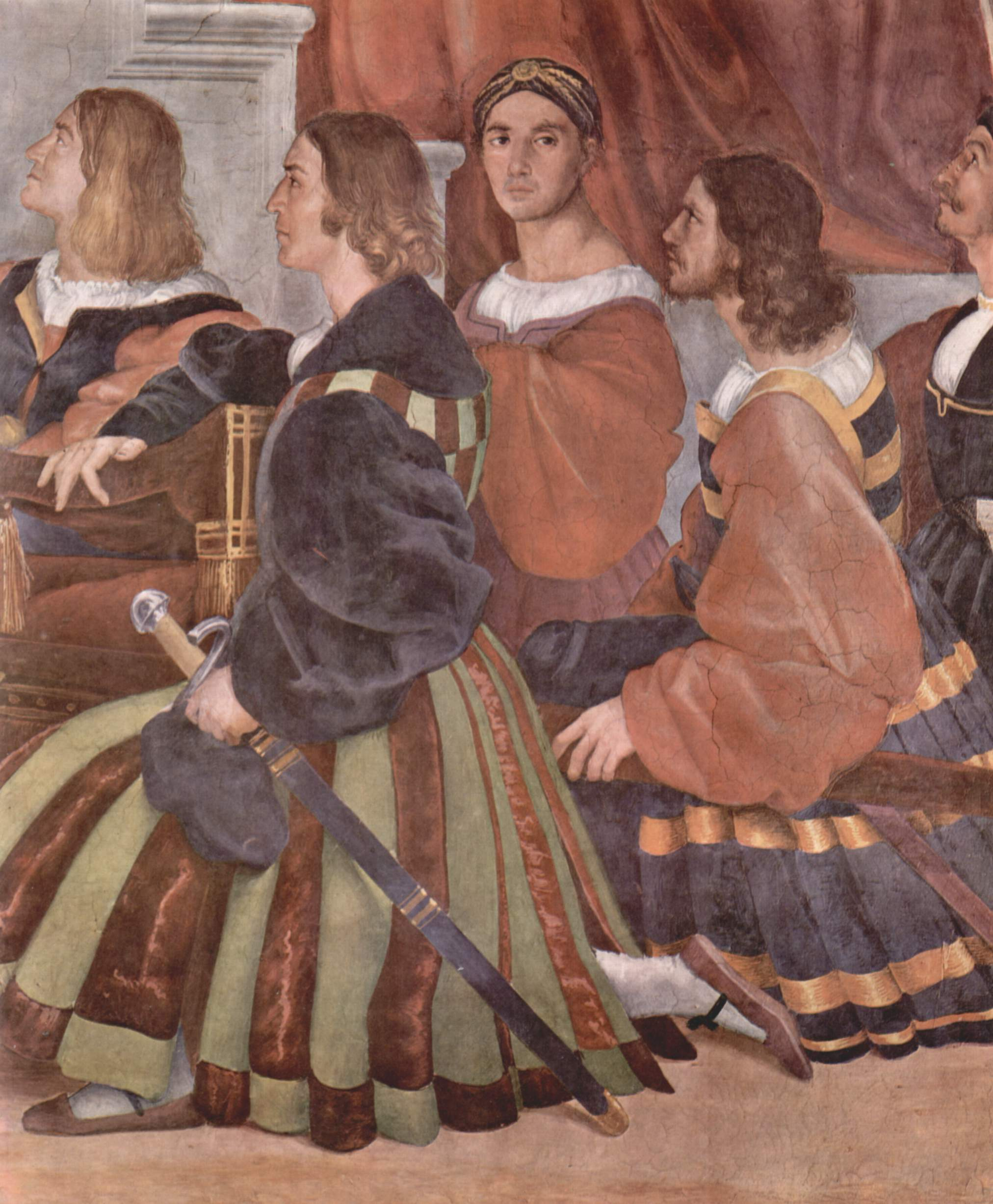
Los vistosos suizos de la guardia del papa.

Detrás y por debajo del papa están los suizos de su escolta, vistosamente vestidos. Los suizos rebosan vida y personalidad de prósperos montañeses.
Cuando Julio II marchó a Bolonia para comenzar su campaña en el Adriático, pasó por Orvieto, donde pudo ver la reliquia que se guardaba en la catedral: los corporales de Bolsena, manchados con la sangre milagrosa. 
La escena está claramente dividida en dos partes: a la izquierda el hecho, a la derecha el papa que reza junto a su corte. No es un milagro que acontece, es un milagro que se repite delante del papa testigo.
Incluso los asistentes de la izquierda repiten como si fuesen actores los gestos admirativos o demostrativos.
Si la reconstrucción histórica no es incluso una proyección imaginaria del pasado, la repetición ritual del hecho se coloca en el presente: la arquitectura antigua, que indica un tiempo remoto, sólo es un fondo.
El espacio "actual" es la pantalla oscura que forma un coro de madera, del siglo XVI, que une ambas partes de la representación: sobre él las figuras, realmente presentes, destacan por un vivaz contraste de colores del mismo modo que en la parte inferior, invirtiendo la relación, destacan sobre el fondo vecino de mármol blanco de la grada.
El color como la iluminación es un factor escénico esencial. Según Brizio este colorido tan vivo fue tomado de Piero della Francesca, cuyos frescos fueron destruidos por Rafael para sus "estancias".

## Galería

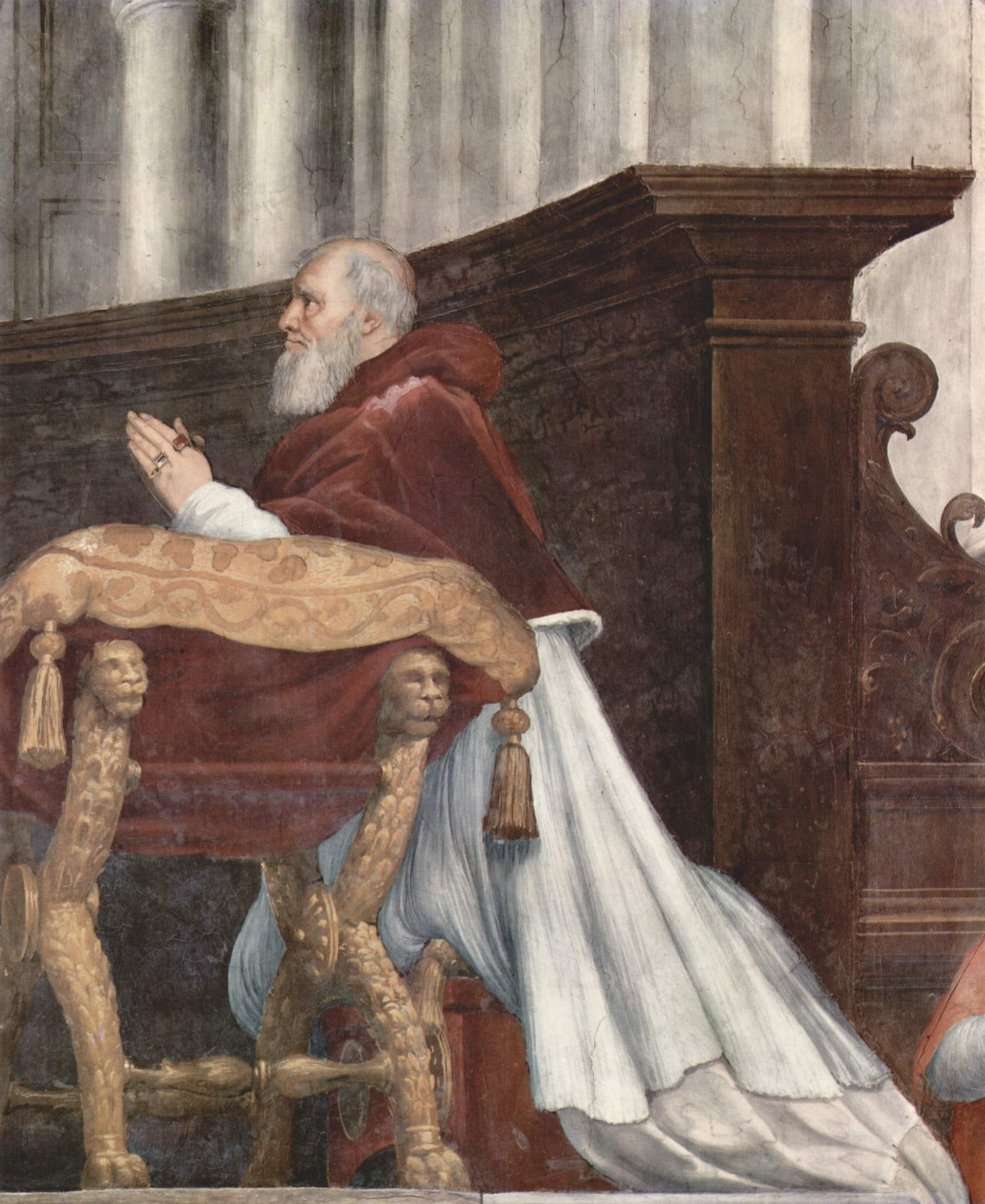
El papa Julio II.
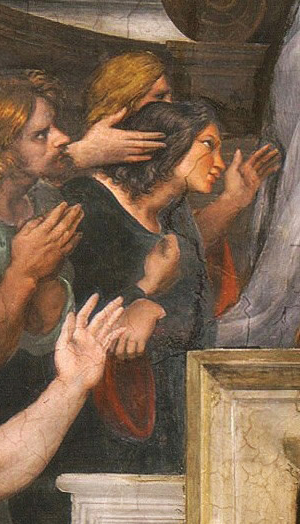
Felice della Rovere.
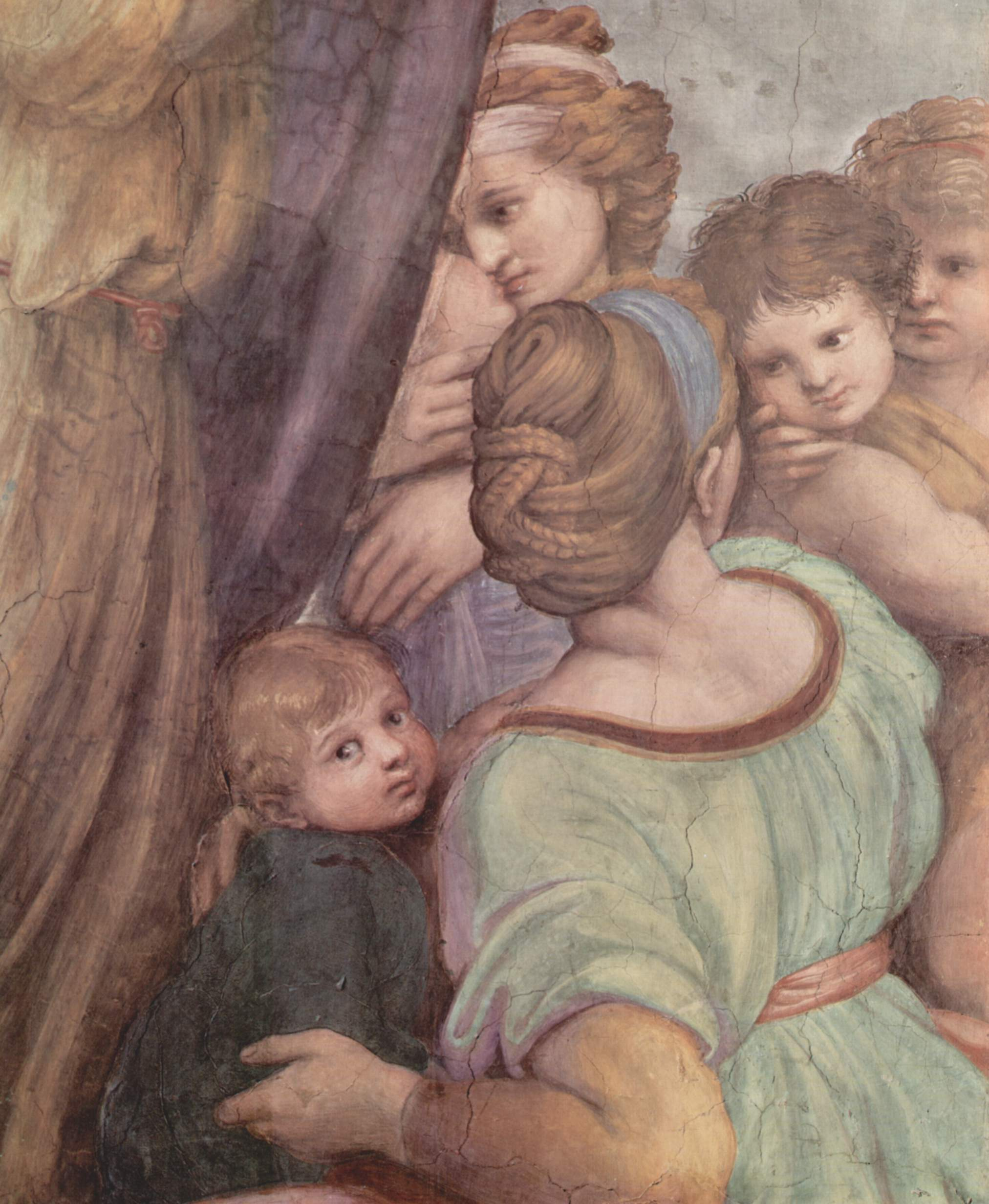
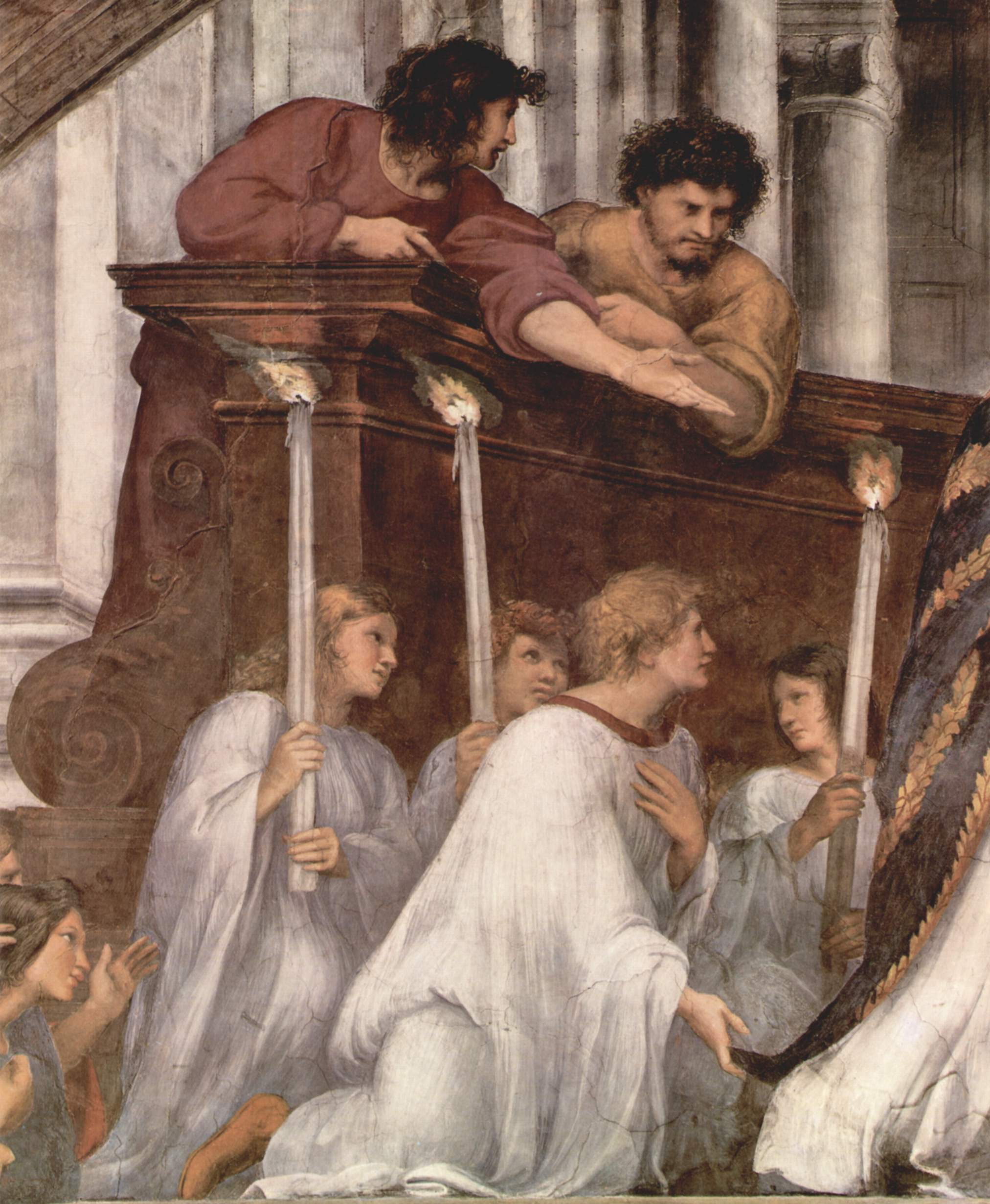
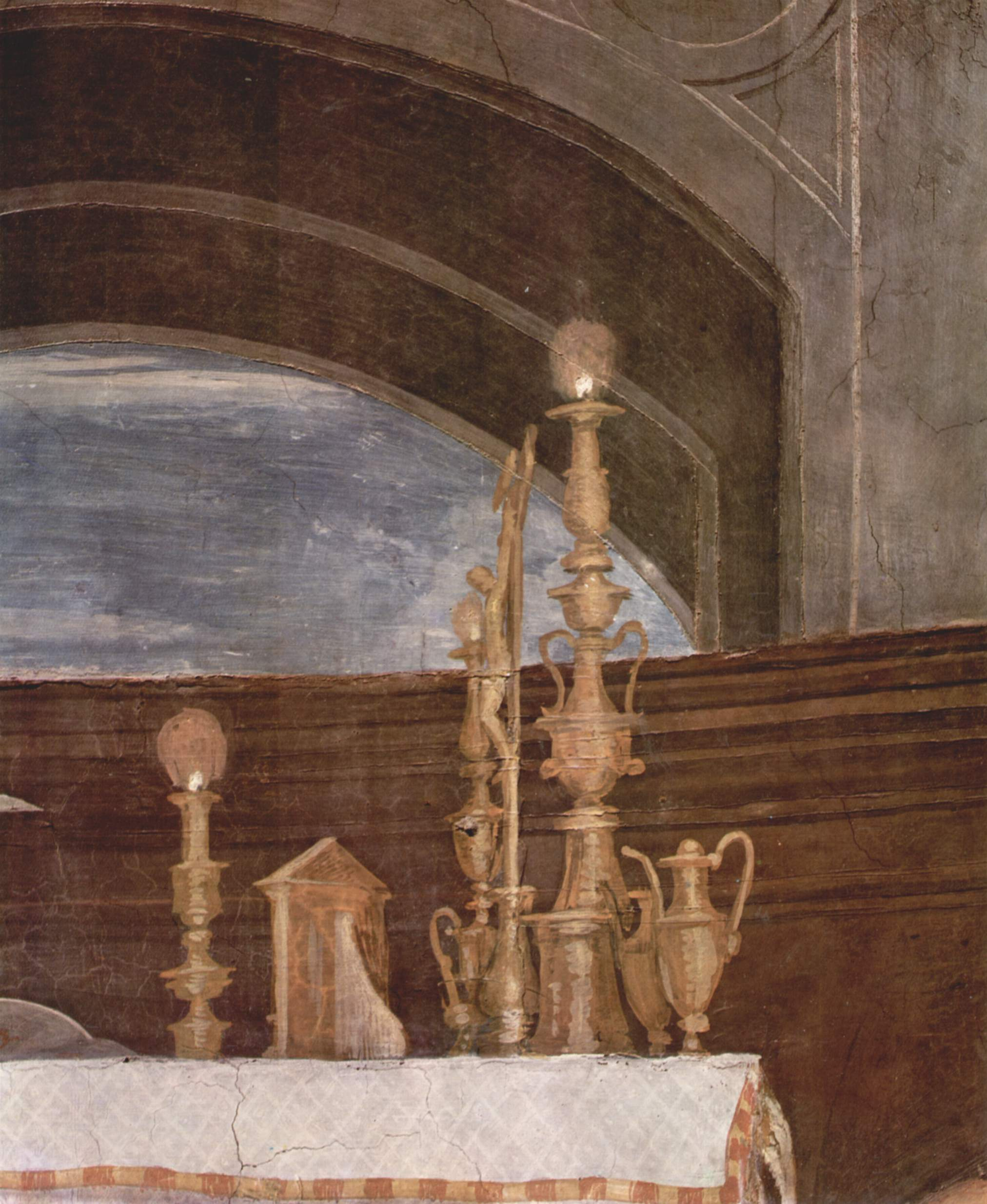